# Medalles del Cercle d'Escriptors Cinematogràfics de 1984
La cerimònia de lliurament de les medalles del Cercle d'Escriptors Cinematogràfics de 1984 va tenir lloc en 1985 a Madrid. Va ser el quarantè lliurament de aquestes medalles, atorgades per primera vegada trenta-nou anys abans pel Cercle d'Escriptors Cinematogràfics (CEC). Els premis tenien per finalitat distingir als professionals del cinema espanyol i estranger pel seu treball durant l'any 1984. Tanmateix, com a última mostra de la crisi per la qual travessava l'esdeveniment, només es van concedir els dos premis principals: els de millor pel·lícula i millor director. Aquesta edició va suposar el final de la primera època de les Medalles del Cercle d'Escriptors Cinematogràfics, ja que els guardons no es van concedir durant els següents cinc anys, amenaçant amb la desaparició definitiva del certamen. Només en 1990, amb una direcció renovada del CEC, es van tornar a recuperar.

## Llista de medalles
| Categoria         | Premiat              | Labor premiada |
| ----------------- | -------------------- | -------------- |
| Millor pel·lícula | Los santos inocentes | Pel·lícula     |
| Millor director   | Víctor Erice         | El sur         |